# 陶瓷电容

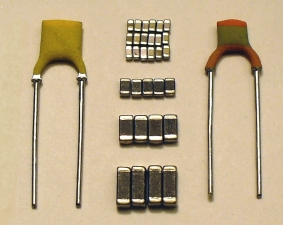
碟型的陶瓷电容器（兩側）和積層陶瓷電容器（中間）

陶瓷电容器是以陶瓷為介電質的電容器。其結構是由二層或更多層交替出現的陶瓷層和金屬層所組成，金屬層連結到電容器的电极。陶瓷材料的成份決定了陶瓷電容器的電氣特性及其應用範圍，依穩定性可分為以下三類：
- Class 1 陶瓷电容器：有高穩定性和低損失，適用於諧振電路的應用。
- Class 2 陶瓷电容器：其容積效率高，但穩定性及準確度較差，適用於緩衝、解耦及旁路電路。
- Class 3 陶瓷电容器：其容積效率更高，但其穩定性及準確度更差。

陶瓷电容器是電子設備中最常使用的電容，每年的產量約為一兆顆。其中最常用的是積層陶瓷電容器（MLCC），且有采用表面安装技术的元件。

## 結構

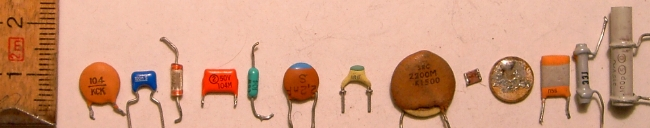
各種陶瓷电容

陶瓷电容是有二個端子的非極性元件。早期最常使用陶瓷电容是碟型電容器，比電晶體問世的時間要早，在1930年代到1950年代就應用在許多的真空管設備（如廣播接收器）中，後來陶瓷电容也廣泛使用在電晶體設備中。至2007年止，由於陶瓷电容相較於其他低容值電容的高容量及低成本優勢，陶瓷电容仍廣泛使用在各種電子設備中。
陶瓷电容可分為以下幾種不同的形狀及様式：
- 碟型，有樹脂塗層，插入式封装的電容
- 由多層電容組成長方體的表面安装技术電容
- 沒有針腳的碟型電容，一般會放在電路板的槽中，直接銲接在電路板上，常用在特高頻（UHF）的應用。
- 圓筒型的，目前已不使用。

## 陶瓷电容分類
一般販售的陶瓷电容可分為以下三類：
- Class 1 陶瓷电容：有溫度補償，電容值準確的電容器。在不同的電壓、溫度下的穩定性最佳，且其損失最少。但是其容積效率也最低。典型Class 1电容的溫度係數為30 ppm/°C，而且對溫度的線性度很高，Class 1 陶瓷电容的散逸因數（英语：dissipation factor）約為0.15%，因此適用在高品質因子的濾波器中。一般Class 1电容的電容誤差約為5%至10%，也可以找到高準確度，誤差只有1%的電容器。最高準確度的Class 1电容其標示為C0G或NP0。

- Class 2 陶瓷电容：其容積效率較Class 1電容要好，但其電容準確度及穩定性較差。一般的Class 2电容在−55°C至85°C的溫度範圍內，電容量誤差值會在15%以內。Class 2电容的散逸因數約為2.5%。

- Class 3 陶瓷电容：其容積效率更好，但其電容準確度及穩定性也更差。一般的Class 3电容在10°C至55°C的溫度範圍內，電容量會有-22%至+56%的變化。Class 3电容的散逸因數約為4%。一般Class 3電容會用在去耦电容及其他電源供應器的應用中。

以往曾經有販售Class 4 陶瓷电容，其電氣特性更差，但容積效率更好。不過先進的多層陶瓷电容可以在小封裝內有更好的電氣特性，因此取代了Class 4 陶瓷电容。
上述三類的電容大約對應低K（介電係數）、中K及高K的電容。三類的電容中沒有哪一類是最好的，需針對應用需求選擇適用的電容器。Class I 電容器體積比Class 3電容器要大，若只是用於旁路及非濾波器的用途時，電容器只需考慮成本及容積效率，其準確度、穩定性及損失係數都不是主要考量，此時不適合使用Class 1 電容器，因此Class 1 電容器主要用在濾波器中，此領域除了使用Class 1 陶瓷電容器外，低頻應用還可以使用薄膜電容，射頻的應用則需要用更複雜的電容器。Class 3電容器一般用在電源供應器中，此應用由於體積上的限制，除了Class 3電容器外很難找到其他適用的電容器，隨著陶瓷技術的進步，陶瓷電容器的容值範圍也逐漸擴大，目前最大可以到100 µF，許多應用已開始用陶瓷電容器來取代電解電容，陶瓷電容器的性能比會相同容值的電解電容要好，雖然其成本較電解電容要高，但隨著技術的提昇，其價格也越來越低。

## 編碼
陶瓷电容上會印有三位數的編碼標示其電容值，前二個數字標示容值最高的二位數，最後一數字則標示10的次方，其單位為皮法拉 （pF）。數字後會有一個字母標示其電容允差範圍。
| B | ± 0.1 pF | C | ± 0.25 pF | M | ±20% |
| D | ± 0.5 pF | P | +100 −0%  |   |      |
| J | ± 5%     | Y | −20 +50%  |   |      |
| K | ±10%     | Z | −20 + 80% |   |      |

例：一陶瓷電容標示104K，表示其容值為10×104 pF = 100,000 pF = 100 nF = 0.1 µF ±10%
EIA也有針對電容的溫度係數有三個字的識別碼。對於不是Class 1的非溫度補償型電容，第一個字對應工作溫度的下限，第二個字為數字，對應工作溫度的上限，第三個字對應在上述溫度範圍內的電容值變動： 
| 字母（低溫）       | 數字（高溫）        | 字母（容值變動） |
| ------------------ | ------------------- | ---------------- |
| X= −55 °C (−67 °F) | 2= +45 °C (+113 °F) | D= ±3.3%         |
| Y= −30 °C (−22 °F) | 4= +65 °C (+149 °F) | E= ±4.7%         |
| Z= +10 °C (+50 °F) | 5= +85 °C (+185 °F) | F= ±7.5%         |
|                    | 6=+105 °C (+221 °F) | P= ±10%          |
|                    | 7=+125 °C (+257 °F) | R= ±15%          |
|                    | 8=+150 °C (+302 °F) | S= ±22%          |
|                    |                     | T= +22 to −33%   |
|                    |                     | U= +22 to −56%   |
|                    |                     | V= +22 to −82%   |

一個標示Z5U的電容，其工作溫度為+10°C至+85°C，容值變動範圍在+22%至−56%之間。標示X7R的電容，其工作溫度為-55°C至+125°C，容值變動範圍在±15%之間。
溫度補償型電容也針對電容的溫度係數有三個字的識別碼，但規則和上述的不同。第一個字表示電容隨溫度的變動量，以ppm/°C來表示，第二個字是其10的乘幂，第二個字是電容隨溫度的變動量（以ppm/°C來表示）的最大允許誤差，所以數值均是以25至85 °C為準： 
| 最高位數字 | 乘幂     | 允許誤差 |
| ---------- | -------- | -------- |
| C: 0.0     | 0: -1    | G: ±30   |
| B: 0.3     | 1: -10   | H: ±60   |
| L: 0.8     | 2: -100  | J: ±120  |
| A: 0.9     | 3: -1000 | K: ±250  |
| M: 1.0     | 4: +1    | L: ±500  |
| P: 1.5     | 6: +10   | M: ±1000 |
| R: 2.2     | 7: +100  | N: ±2500 |
| S: 3.3     | 8: +1000 |          |
| T: 4.7     |          |          |
| V: 5.6     |          |          |
| U: 7.5     |          |          |

一個標示C0G的電容，其容值不會隨溫度變化，誤差在±30 ppm/°C之間，而標示P3K的電容，其容值飄移量為−1500 ppm/°C，最大誤差在±250 ppm/°C。
除了EIA的電容識別碼外，也有工業及軍事應用的電容識別碼。

## 高頻使用
陶瓷电容的電感性較其他主要電容器（薄膜電容或電解電容）要低，因此適用於高頻的應用，一般可以到達數百MHz，若在電路上進行微調，甚至可以到達1GHz。若希望達到更高自共振頻率，需要使用更昂貴及少見的電容，例如玻璃電容或雲母電容。
以下分別列出一組C0G（溫度補償型）及X7R（非溫度補償型）陶瓷电容的自共振頻率： 
|               | 10 pF    | 100 pF  | 1 nF    | 10 nF  | 100 nF | 1 µF   |
| C0G (Class 1) | 1550 MHz | 460 MHz | 160 MHz | 55 MHz |        |        |
| X7R (Class 2) |          |         | 190 MHz | 56 MHz | 22 MHz | 10 MHz |

## 取代鉭質電容及電解電容
相較於鉭質電容及電解電容，陶瓷电容在成本、可靠度及體積上都有競爭力，因此越來越多的應用會用陶瓷电容來取代鉭質電容及小容值的鋁電解電容，尤其應用在高頻的开关电源或是旁路電容中。而且因為陶瓷电容的ESR低，因此可以配合較小的容值使用。

## 顫噪效應
有些陶瓷电容會有輕微的顫噪效應，也就是將機械振動轉換為電氣雜訊的情形。